# تشينغ سيو واي

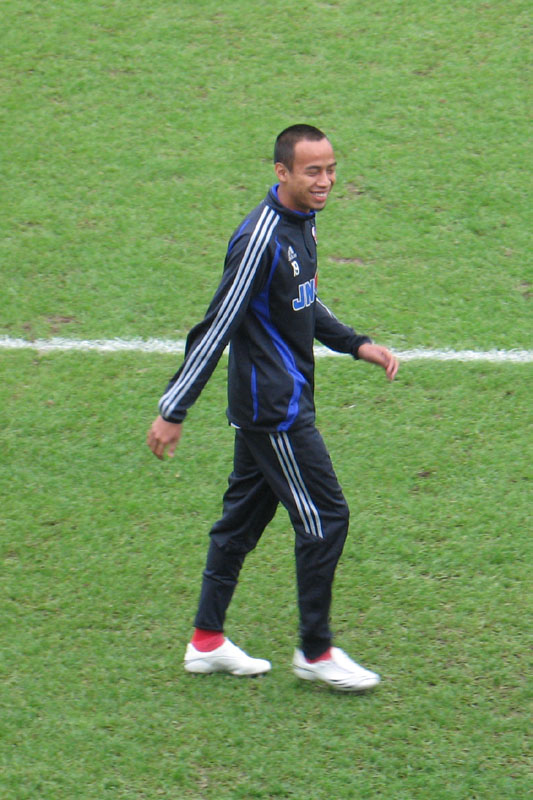
تشينغ سيو واي

تشينغ سيو واي (بالصينية: 鄭少偉)، من مواليد 27 ديسمبر 1981 في هونغ كونغ في الصين، لاعب كرة قدم هونغ كونغي.
بدأ مسيرته الكروية مع نادي دبل فلور في موسم 2002/2003، وفي موسم 2003/2004 انتقل إلى نادي هونغ كونغ رينجرز، ومنذ عام 2004 وهو يلعب مع نادي جنوب الصين.
هو يلعب مع منتخب هونغ كونغ لكرة القدم.

## روابط خارجية
- تشينغ سيو واي على موقع الاتحاد الدولي (مؤرشف)  (الإنجليزية)
- تشينغ سيو واي على موقع قاعدة بيانات كرة القدم.إي يو (الإنجليزية)
- تشينغ سيو واي على موقع ناشيونال فوتبول تيمز (الإنجليزية)
- تشينغ سيو واي على موقع Soccerway.com (الإنجليزية)
- تشينغ سيو واي على موقع كووورة